# شهرداری دوبرووا – پولوف گرادچ
شهرداری دوبرووا – پولوف گرادچ (به لاتین: Municipality of Dobrova–Polhov Gradec) یک منطقهٔ مسکونی در اسلوونی است که در اسلوونی واقع شده‌است. شهرداری دوبرووا – پولوف گرادچ ۱۱۷٫۵ کیلومتر مربع مساحت و ۶٬۶۹۱ نفر جمعیت دارد.